# Zapasy na Letnich Igrzyskach Olimpijskich 1932 – kategoria do 79 kg w stylu wolnym
Zmagania mężczyzn do 79 kg to jedna z siedmiu męskich konkurencji w zapasach w stylu wolnym rozgrywanych podczas Letnich Igrzysk Olimpijskich 1932. Pojedynki w tej kategorii wagowej odbyły się w dniach 1 – 3 sierpnia.

## Klasyfikacja[1]
| Pos. | Zawodnik        | Kraj              |
| ---- | --------------- | ----------------- |
| 1    | Ivar Johansson  | Szwecja           |
| 2    | Kyösti Luukko   | Finlandia         |
| 3    | József Tunyogi  | Węgry             |
| 4    | Bob Hess        | Stany Zjednoczone |
| 5    | Émile Poilvé    | Francja           |
| 5    | Sumiyuki Kotani | Japonia           |
| 7    | Donald Stockton | Kanada            |

## Zasady[2]
Punktacja opierała się na systemie "złych punktów karnych". Zwycięzca otrzymywał zero punktów za wygraną przez "tusz" (łopatki), a jeden za zwycięstwo decyzją trzech sędziów. Za porażkę na punkty zawodnik otrzymywał trzy punkty. Uzyskanie pięciu lub więcej punktów eliminowało zapaśnika z turnieju.   

## Wyniki

### Pierwsza runda[3]
| Zwycięzca       | Punkty karne | Wynik     | Przegrany       | Punkty karne |
| --------------- | ------------ | --------- | --------------- | ------------ |
| József Tunyogi  | 1            | Na punkty | Émile Poilvé    | 3            |
| Sumiyuki Kotani | 0            | Łopatki   | Donald Stockton | 3            |
| Kyösti Luukko   | 1            | Na punkty | Ivar Johansson  | 3            |
| Bob Hess        | 0            | -         | Bez walki       |              |

### Druga runda[4]
| Zwycięzca      | Punkty karne | Wynik     | Przegrany       | Punkty karne |
| -------------- | ------------ | --------- | --------------- | ------------ |
| József Tunyogi | 2            | Na punkty | Bob Hess        | 3            |
| Émile Poilvé   | 3            | Łopatki   | Donald Stockton | 6            |
| Ivar Johansson | 3            | Łopatki   | Sumiyuki Kotani | 3            |
| Kyösti Luukko  | 1            | -         | Bez walki       |              |

### Trzecia runda[5]
| Zwycięzca      | Punkty karne | Wynik     | Przegrany       | Punkty karne |
| -------------- | ------------ | --------- | --------------- | ------------ |
| Bob Hess       | 3            | Łopatki   | Kyösti Luukko   | 4            |
| József Tunyogi | 3            | Na punkty | Sumiyuki Kotani | 6            |
| Ivar Johansson | 3            | Łopatki   | Émile Poilvé    | 6            |

### Czwarta runda[6]
| Zwycięzca      | Punkty karne | Wynik   | Przegrany      | Punkty karne |
| -------------- | ------------ | ------- | -------------- | ------------ |
| Kyösti Luukko  | 4            | Łopatki | József Tunyogi | 6            |
| Ivar Johansson | 3            | Łopatki | Bob Hess       | 6            |